# Sø-kogleaks
Søkogleaks (Schoenoplectus lacustris), også skrevet sø-kogleaks, er en op til 3,5 meter høj sumpplante, der vokser i næringsrige søer, grøfter og vandløb. Søkogleaks ligner blågrøn kogleaks, men kan kendes på de grønne eller mørkegrønne stængler (ikke blågrønne) og desuden mangler blomsternes dækskæl de små mørke papiller som findes hos blågrøn kogleaks.

## Beskrivelse
Søkogleaks er et halvgræs med trinde, svampede, bladløse stængler, der kan blive 2-3 meter lange og ender med en forgrenet top af små, rødbrune, koglelignende aks med små, tvekønnede blomster, der blomstrer i juni/juli.

## Voksested
Den findes i Danmark hist og her ved næringsrige sø- og åbredder samt i grøfter.
Guldsmedelarverne er meget afhængige af vandplanter som søkogleaks. Guldsmedelarverne bruger stænglerne til at kravle op ad og gøre sig fast til, når de skal op af vandet og skifte hud, hvorefter de fremstår som flyvende insekter.